# Jodie Williams
Jodie Alicia Williams (Welwyn Garden City, 28 settembre 1993) è un'ex velocista britannica.

## Palmarès
| Anno                                  | Manifestazione          | Sede           | Evento      | Risultato  | Prestazione | Note                                     |
| ------------------------------------- | ----------------------- | -------------- | ----------- | ---------- | ----------- | ---------------------------------------- |
| In rappresentanza della Gran Bretagna |                         |                |             |            |             |                                          |
| 2009                                  | Mondiali U18            | Bressanone     | 100 m piani | Oro        | 11"39       |                                          |
| 2009                                  | Mondiali U18            | Bressanone     | 200 m piani | Oro        | 23"08       |                                          |
| 2010                                  | Mondiali U20            | Moncton        | 100 m piani | Oro        | 11"40       |                                          |
| 2010                                  | Mondiali U20            | Moncton        | 200 m piani | Argento    | 23"19       |                                          |
| 2010                                  | Mondiali U20            | Moncton        | 4×100 m     | Finale     | dnf         |                                          |
| 2011                                  | Europei indoor          | Parigi         | 60 m piani  | 4ª         | 7"21        |                                          |
| 2011                                  | Europei U20             | Tallinn        | 100 m piani | Oro        | 11"18       |                                          |
| 2011                                  | Europei U20             | Tallinn        | 200 m piani | Oro        | 22"94       |                                          |
| 2011                                  | Europei U20             | Tallinn        | 4×100 m     | Bronzo     | 45"00       |                                          |
| 2012                                  | Mondiali indoor         | Istanbul       | 60 m piani  | Semifinale | 7"32        |                                          |
| 2013                                  | Europei U23             | Tampere        | 100 m piani | Argento    | 11"42       |                                          |
| 2013                                  | Europei U23             | Tampere        | 200 m piani | Oro        | 22"92       | Miglior prestazione personale stagionale |
| 2013                                  | Europei U23             | Tampere        | 4×100 m     | Argento    | 43"83       |                                          |
| 2013                                  | Mondiali                | Mosca          | 200 m piani | Semifinale | 23"21       |                                          |
| 2014                                  | World Relays            | Nassau         | 4×100 m     | 5ª         | 42"75       |                                          |
| 2014                                  | Europei                 | Zurigo         | 200 m piani | Argento    | 22"46       | Miglior prestazione personale            |
| 2014                                  | Europei                 | Zurigo         | 4×100 m     | Oro        | 42"24       | Record nazionale                         |
| 2015                                  | Mondiali                | Pechino        | 4×100 m     | 4ª         | 42"10       | Record nazionale                         |
| 2016                                  | Europei                 | Amsterdam      | 200 m piani | 6ª         | 22"96       |                                          |
| 2016                                  | Giochi olimpici         | Rio de Janeiro | 200 m piani | Semifinale | 22"99       |                                          |
| 2018                                  | Europei                 | Berlino        | 200 m piani | Semifinale | 23"28       |                                          |
| 2019                                  | Mondiali                | Doha           | 200 m piani | Semifinale | 22"78       |                                          |
| 2019                                  | Mondiali                | Doha           | 4×400 m     | 4ª         | 3'23"02     |                                          |
| 2021                                  | Europei indoor          | Toruń          | 400 m piani | Bronzo     | 51"73       | Miglior prestazione personale            |
| 2021                                  | Europei indoor          | Toruń          | 4×400 m     | Argento    | 3'28"20     |                                          |
| 2021                                  | Giochi olimpici         | Tokyo          | 400 m piani | 6ª         | 49"97       | Miglior prestazione personale            |
| 2021                                  | Giochi olimpici         | Tokyo          | 4×400 m     | 5ª         | 3'22"59     |                                          |
| 2022                                  | Europei                 | Monaco         | 200 m piani | 4ª         | 22"85       | Miglior prestazione personale stagionale |
| 2022                                  | Europei                 | Monaco         | 4×400 m     | Bronzo     | 3'21"74     | Miglior prestazione personale stagionale |
| 2024                                  | Giochi olimpici         | Parigi         | 4x400 m     | Bronzo     | 3'19"72     | [ 1 ]                                    |
| In rappresentanza dell' Inghilterra   |                         |                |             |            |             |                                          |
| 2014                                  | Giochi del Commonwealth | Glasgow        | 200 m piani | Argento    | 22"50       | Miglior prestazione personale            |
| 2014                                  | Giochi del Commonwealth | Glasgow        | 4×100 m     | Bronzo     | 43"10       |                                          |
| 2022                                  | Giochi del Commonwealth | Birmingham     | 400 m piani | Bronzo     | 51"26       | Miglior prestazione personale stagionale |
| 2022                                  | Giochi del Commonwealth | Birmingham     | 4×400 m     | dq         | dq          |                                          |

## Riconoscimenti
- Atleta europea emergente dell'anno (2011)